# Перелік моделей літаків «АН»

## А
- А-1
- А-4
- А-7
- А-9
- А-10
- А-11
- А-13
- А-15
- А-40

- Ан-2
  - Ан-2В
  - Ан-2Е
  - Ан-2Л
  - Ан-2ЛП
  - Ан-2М
  - Ан-2П
  - Ан-2ПП
  - Ан-2C
  - Ан-2СХ
  - Ан-2Т
  - Ан-2ТП
  - Ан-2ТД
  - Ан-2Ф
  - Ан-2Ф, Ан-2 НАК(Ф)
  - Ан-2-100

- Ан-3
- Ан-4
- Ан-6
- Ан-8
- Ан-10 «Україна»
- Ан-12
  - Ан-12 «Танкер»
  - Ан-12А
  - Ан-12Б
  - Ан-12Б
  - Ан-12Б (ЛІАТ)
  - Ан-12Б «Кубрик»
  - Ан-12Б-30
  - Ан-12Б-І
  - Ан-12БЗ-1, Ан-12БЗ-2
  - Ан-12БК
  - Ан-12БК
  - Ан-12БК-ВКП «Зебра»
  - Ан-12БК-ІС
  - Ан-12БКВ
  - Ан-12БКК «Капсула»
  - Ан-12БКТ
  - Ан-12БКЦ «Циклон»
  - Ан-12БЛ
  - Ан-12БМ
  - Ан-12БП («виріб 51»)
  - Ан-12БСМ
  - Ан-12БШ, Ан-12БКШ
  - Ан-12Д
  - Ан-12Д УПС
  - Ан-12ЛЛ
  - Ан-12М
  - Ан-12М ЛЛ
  - Ан-12П
  - Ан-12ПЛ
  - Ан-12ПП, Ан-12Б-ПП, Ан-12БК-ПП, Ан-12БК-ППС
  - Ан-12ПС
  - Ан-12Р
  - Ан-12РУ
  - Ан-12СН
  - Ан-12Т
  - Ан-12ТП-2
  - Ан-12У
  - Ан-12УД
  - Ан-12УД-3
  - Ан-40 (проєкт розвитку Ан-12Д)
  - Ан-42 (проєкт)

- Ан-14 «Бджілка»
  - Ан-14Ш

- Ан-22 «Антей»
  - Ан-22А
  - Ан-22А
  - Ан-22ПЗ
  - Ан-22ПЛО
  - Ан-22ПС
  - Ан-22Р
  - Ан-22Ш
  - Ан-122

- Ан-24
  - Ан-24 «Нитка»
  - Ан-24 «Троянда»
  - Ан-24А
  - Ан-24Б
  - Ан-24В
  - Ан-24ЛП
  - Ан-24ЛР «Торос»
  - Ан-24ПС
  - Ан-24ПРТ
  - Ан-24Р
  - Ан-24РВ
  - Ан-24РР
  - Ан-24РТ
  - Ан-24РТ (Ан-24РТР
  - Ан-24Т (Ан-34)
  - Ан-24ШТ
  - Ан-24УШ
  - Ан-24ФК (Ан-30)
  - Ан-26

- Ан-26
  - Ан-26 «Віта»
  - Ан-26 «Нельма»
  - Ан-26 «Погода»
  - Ан-26 «Стандарт» (АН-26 «Калібрувальник», Ан-26КПА)
  - Ан-26 «Сфера»
  - Ан-26-100
  - Ан-26А
  - Ан-26Б
  - Ан-26Б «Циклон»
  - Ан-26-100
  - Ан-26Д
  - Ан-26К
  - Ан-26ЛЛ
  - Ан-26М «Рятівник»
  - Ан-26П
  - Ан-26П «Прожектор»
  - Ан-26РЛ
  - Ан-26РТ
  - Ан-26РТ (Ан-26РТР, Ан-26РР)
  - Ан-26РЕП
  - Ан-26С
  - Ан-26Ш
  - Ан-32

- Ан-28
  - Ан-28А
  - Ан-28Б1
  - Ан-28B1R
  - Ан-28B2
  - Ан-28RM
  - Ан-28TD
  - M-28 «Скайтрек»

- Ан-30
  - Ан-24ФК (прототип)
  - Ан-30А
  - Ан-30БВиготовлено 26 літаків.
  - Ан-30Д «Сибіряк»
  - Ан-30М «Метеозахист»

- Ан-32
  - Ан-32А
  - Ан-32Б
  - Ан-32Б-100
  - Ан-32Б-110
  - Ан-32Б-200
  - Ан-32В
  - Ан-32Д
  - Ан-32П
  - Ан-32RE
  - Ан-132

- Ан-34
- Ан-38
- Ан-40(проєкт розвитку Ан-12Д)
  - Ан-40 ПЛО
  - Ан-42

- Ан-50(тільки проєкт)
- Ан-60(тільки проєкт)

- Ан-70
  - Ан-70-100
  - Ан-70Т
  - Ан-70Т-100
  - Ан-70Т-200
  - Ан-70Т-300
  - Ан-70Т-400
  - Ан-70ТК
  - Ан-171
  - Ан-77
  - Ан-188

- Ан-71
- Ан-72
  - Ан-71
  - Ан-72В
  - Ап-72ЛТ
  - Ан-72О
  - Ан-72П
  - Ан-72ПС
  - Ан-72Р
  - Ан-72-100
  - Ан-72-100Д
  - Ан-72А «Арктичний» (Ан-74)

- Ан-74
  - Ан-74 (Ан-72А «Арктичний»)
  - Ан-74Т
  - Ан-74ТК-300

- Ан-77 (Ан-70 з комплектними елементами вітчизняного та не російського виробництва)
- Ан-80 (проєкт)
- Ан-122

- Ан-124 «Руслан»
  - Ан-124-100
  - Ан-124-100М-150 (3 модифікації двигунів)

- Ан-132
- Ан-140
- Ан-148
- АН-148-201
- Ан-148-300 (Ан-168)
- Ан-158
- Ан-158-100
- Ан-168 (Ан-148-300)
- Ан-178 (база Ан-158 (Ан-148-200))
- Ан-180
- Ан-188 (модифікація Ан-70)

- Ан-218

- Ан-225 «Мрія»

- Ан-248
- Ан-318
- Ан-325
- Ан-418
- Ан-714

- Ан-Бе-20

## Б
- Ба-1 (планер)

## В
- Виріб 51 (Ан-12БП)
- Виріб-181

## Г
- Голуб (планер)
- Горлиця (безпілотний авіаційний комплекс)

## Р
- Рот Фронт-1
- Рот Фронт-2
- Рот Фронт-3
- Рот Фронт-4